# Mooi en onverslijtbaar
Mooi en onverslijtbaar is het derde album van de Nederlandse muziekgroep Het Goede Doel, verschenen in mei 1986. Het is opgenomen tussen december 1985 en april 1986 in de Soundpush Studio te Blaricum. Het was het eerste muziekalbum dat Het Goede Doel maakte voor Polydor.

## Musici
Het Goede Doel bestond nog uit:
- Henk Temming – zang, toetsinstrumenten
- Henk Westbroek – zang
- Sander van Herk – gitaar, drummachine, en synthesizer

met
- Valerie Coleman – zang,
- Stephan Wienjus – basgitaar
- Ronald Jongeneel – toetsinstrumenten
- Ab Tamboer, Toni Peroni – slagwerk
- Gerbrand Westveen – saxofoon, basklarinet
- Angela Groothuizen, Niki Roman, Huub van der Lubbe –zang
- Willem Ennes, Peter Schön, René Meister – toetsinstrumenten
- Eddy Conrad – percussie
- Tom Barlage – saxofoon
- Jan Oosthof – trompet
- Pieter van der Dolder – trombone
- Mba Dhoury – balaphone.

## Composities
Allen van Henk en Henk.

| Nr. | Titel                          | Duur |
| --- | ------------------------------ | ---- |
| 1.  | Liefde schijnt zo mooi te zijn | 4:47 |
| 2.  | Zwijgen                        | 4:00 |
| 3.  | Franse auto                    | 3:43 |
| 4.  | Verliefd                       | 3:36 |
| 5.  | Ik zit nergens mee             | 5;14 |
| 6.  | Ik dans, dus ik besta          | 3:46 |
| 7.  | Atoombom                       | 2:42 |
| 8.  | Net zo lief gefortuneerd       | 3:16 |
| 9.  | Nooduitgang                    | 4:01 |
| 10. | Alles geprobeerd               | 6:27 |

## Hitnotering
| "Mooi en onverslijtbaar" in de Nederlandse Album Top 100 - binnen: 07-06-1986 | "Mooi en onverslijtbaar" in de Nederlandse Album Top 100 - binnen: 07-06-1986 | "Mooi en onverslijtbaar" in de Nederlandse Album Top 100 - binnen: 07-06-1986 | "Mooi en onverslijtbaar" in de Nederlandse Album Top 100 - binnen: 07-06-1986 | "Mooi en onverslijtbaar" in de Nederlandse Album Top 100 - binnen: 07-06-1986 | "Mooi en onverslijtbaar" in de Nederlandse Album Top 100 - binnen: 07-06-1986 | "Mooi en onverslijtbaar" in de Nederlandse Album Top 100 - binnen: 07-06-1986 | "Mooi en onverslijtbaar" in de Nederlandse Album Top 100 - binnen: 07-06-1986 | "Mooi en onverslijtbaar" in de Nederlandse Album Top 100 - binnen: 07-06-1986 | "Mooi en onverslijtbaar" in de Nederlandse Album Top 100 - binnen: 07-06-1986 | "Mooi en onverslijtbaar" in de Nederlandse Album Top 100 - binnen: 07-06-1986 | "Mooi en onverslijtbaar" in de Nederlandse Album Top 100 - binnen: 07-06-1986 | "Mooi en onverslijtbaar" in de Nederlandse Album Top 100 - binnen: 07-06-1986 | "Mooi en onverslijtbaar" in de Nederlandse Album Top 100 - binnen: 07-06-1986 | "Mooi en onverslijtbaar" in de Nederlandse Album Top 100 - binnen: 07-06-1986 | "Mooi en onverslijtbaar" in de Nederlandse Album Top 100 - binnen: 07-06-1986 | "Mooi en onverslijtbaar" in de Nederlandse Album Top 100 - binnen: 07-06-1986 | "Mooi en onverslijtbaar" in de Nederlandse Album Top 100 - binnen: 07-06-1986 | "Mooi en onverslijtbaar" in de Nederlandse Album Top 100 - binnen: 07-06-1986 | "Mooi en onverslijtbaar" in de Nederlandse Album Top 100 - binnen: 07-06-1986 | "Mooi en onverslijtbaar" in de Nederlandse Album Top 100 - binnen: 07-06-1986 | "Mooi en onverslijtbaar" in de Nederlandse Album Top 100 - binnen: 07-06-1986 | "Mooi en onverslijtbaar" in de Nederlandse Album Top 100 - binnen: 07-06-1986 | "Mooi en onverslijtbaar" in de Nederlandse Album Top 100 - binnen: 07-06-1986 | "Mooi en onverslijtbaar" in de Nederlandse Album Top 100 - binnen: 07-06-1986 |
| Week                                                                          | 01                                                                            | 02                                                                            | 03                                                                            | 04                                                                            | 05                                                                            | 06                                                                            | 07                                                                            | 08                                                                            | 09                                                                            | 10                                                                            | 11                                                                            | 12                                                                            | 13                                                                            | 14                                                                            | 15                                                                            | 16                                                                            | 17                                                                            | 18                                                                            | 19                                                                            | 20                                                                            | 21                                                                            | 22                                                                            | 23                                                                            |                                                                               |
| ----------------------------------------------------------------------------- | ----------------------------------------------------------------------------- | ----------------------------------------------------------------------------- | ----------------------------------------------------------------------------- | ----------------------------------------------------------------------------- | ----------------------------------------------------------------------------- | ----------------------------------------------------------------------------- | ----------------------------------------------------------------------------- | ----------------------------------------------------------------------------- | ----------------------------------------------------------------------------- | ----------------------------------------------------------------------------- | ----------------------------------------------------------------------------- | ----------------------------------------------------------------------------- | ----------------------------------------------------------------------------- | ----------------------------------------------------------------------------- | ----------------------------------------------------------------------------- | ----------------------------------------------------------------------------- | ----------------------------------------------------------------------------- | ----------------------------------------------------------------------------- | ----------------------------------------------------------------------------- | ----------------------------------------------------------------------------- | ----------------------------------------------------------------------------- | ----------------------------------------------------------------------------- | ----------------------------------------------------------------------------- | ----------------------------------------------------------------------------- |
| Nummer                                                                        | 44                                                                            | 29                                                                            | 23                                                                            | 21                                                                            | 18                                                                            | 23                                                                            | 28                                                                            | 32                                                                            | 35                                                                            | 36                                                                            | 49                                                                            | 49                                                                            | 52                                                                            | 36                                                                            | 25                                                                            | 21                                                                            | 17                                                                            | 16                                                                            | 18                                                                            | 23                                                                            | 43                                                                            | 61                                                                            | 72                                                                            | uit                                                                           |